# Michael Ryderstedt
Michael Ryderstedt (* 12. listopadu 1984, Stockholm, Švédsko) je bývalý švédský profesionální tenista.
Jeho nejlepším výsledkem na okruhu ATP Challenger Tour byla semifinálová účast na turnaji If Stockholm Open v roce 2004. Na okruhu ATP Challenger Tour se mu podařilo dosáhnout i na jedno vítězství, když v roce 2005 triumfoval na turnaji v Dallasu. Na stejném okruhu také dvakrát dosáhl na titul ve čtyřhře.
Na konci roku 2012 ukončil svou kariéru.

## Finálové účasti na turnajích ATP (1)

### Čtyřhra - prohry (1)
| Č. | Datum          | Turnaj             | Povrch    | Partner         | Soupeři ve finále            | Výsledek |
| 1. | 12. říjen 2008 | Stockholm, Švédsko | tvrdý (i) | Johan Brunström | Jonas Björkman Kevin Ullyett | 1-6, 3-6 |

## Finálové účasti na challengerech ATP (7)

### Dvouhra - výhry (1)
| Č. | Datum        | Turnaj      | Povrch | Soupeř ve finále | Výsledek      |
| 1. | 7. únor 2005 | Dallas, USA | tvrdý  | André Sá         | 6-7, 7-6, 6-2 |

### Čtyřhra - výhry (2)
| Č. | Datum             | Turnaj           | Povrch | Partner         | Soupeři ve finále                     | Výsledek       |
| 1. | 1. květen 2006    | Telde, Španělsko | antuka | Adam Chadaj     | David Marrero Daniel Muñoz de la Nava | 5-7, 6-3, 10-7 |
| 2. | 28. červenec 2008 | Tampere, Finsko  | antuka | Ervin Eleskovic | Harri Heliövaara Henri Kontinen       | 6-3, 6-4       |

### Čtyřhra - prohry (4)
| Č. | Datum             | Turnaj                         | Povrch | Partner            | Soupeři ve finále                    | Výsledek       |
| 1. | 19. červenec 2004 | Valladolid, Španělsko          | tvrdý  | Ajsám Kúreší       | Jean-François Bachelot Nicolas Mahut | 6-3, 6-4       |
| 2. | 31. červenec 2006 | Timişoara, Rumunsko            | antuka | Ervin Eleskovic    | Victor Crivoi Victor Ioniţă          | 6-3, 6-4       |
| 3. | 17. červenec 2007 | Manchester, Spojené království | tráva  | Jesse Huta Galung  | Rohan Bopanna Ajsám Kúreší           | 4-6, 6-3, 10-5 |
| 4. | 29. říjen 2007    | Louisville, USA                | tvrdý  | Richard Bloomfield | John Isner Travis Parrott            | 6-4, 6-4       |